# Johnius gangeticus
Johnius gangeticus är en fiskart som beskrevs av Talwar, 1991. Johnius gangeticus ingår i släktet Johnius och familjen havsgösfiskar. Inga underarter finns listade i Catalogue of Life.